# 沙沥市
沙沥市（越南语：／）是越南同塔省下辖的一个省辖市。面积59.11平方千米，2019年总人口214610人。

## 地理
沙沥市东和北接高岭县，西北接垃圩县，西接来𡑵县，南接周城县。

## 历史
1994年4月29日，同塔省省莅自沙沥市社迁至高岭市社。
2004年11月30日，新归东社改制为新归东坊，新归西社析置安和坊。
2005年12月15日，沙沥市社被评定为三级城市。
2013年10月14日，沙沥市社改制为沙沥市。
2018年2月10日，沙沥市被评定为二级城市。

## 行政区划
沙沥市下辖6坊3社，市人民委员会位于第一坊。
- 第一坊（Phường 1）
- 第二坊（Phường 2）
- 第三坊（Phường 3）
- 第四坊（Phường 4）
- 安和坊（Phường An Hòa）
- 新归东坊（Phường Tân Quy Đông）
- 新庆东社（Xã Tân Khánh Đông）
- 新富东社（Xã Tân Phú Đông）
- 新归西社（Xã Tân Quy Tây）